# CR Khemis Zemamra
Renaissance Club Athletic Zemamra  (in het Arabisch: نادي نهضة أتلتيك الزمامرة), meestal afgekort als RCAZ, is een Marokkaanse voetbalclub dat is opgericht in 1977 en gevestigd in Zemamra .
Thuisstadion is het Stade Ahmed Choukri in Zemamra. Renaissance Zemamra momenteel in de Botola Pro (2024/25). 

## Erelijst
- Botola Pro 2 (2)

2018-19, 2022-23
- GNFA 1

2017-18